# Hombre Cosa
El Hombre Cosa (Dr. Ted Sallis) (Man-Thing en inglés) es un personaje ficticio que aparece en los cómics estadounidenses publicados por Marvel Comics. Creado por los escritores Stan Lee, Roy Thomas, Gerry Conway y el artista Gray Morrow, el personaje apareció por primera vez en Savage Tales # 1 (mayo de 1971), y pasó a aparecer en varios títulos y en su propia serie, incluyendo Adventure into Fear, que introdujo el personaje Howard el pato. La serie de 39 números de Steve Gerber se considera una obra clásica de culto.
El Hombre Cosa es un monstruo de pantano humanoide grande, empático y de movimiento lento que vive en los Everglades de Florida cerca de una reserva Semínola y la ciudad ficticia de Citrusville en el condado de Cypress (también ficticio), Florida.
Conan Stevens interpretó al personaje en la película de 2005 Man-Thing y Carey Jones interpreta al Hombre Cosa en Werewolf by Night (2022).

## Historial de publicación
Como se describe en el texto "The Story Behind the Scenes" en Savage Tales # 1 (con fecha de mayo de 1971), la revista de aventuras y aventuras en blanco y negro en la que el personaje debutó en una historia de origen de 11 páginas, The Man-Thing fue concebido en discusiones entre el editor de Marvel Comics, Stan Lee, y el escritor Roy Thomas, y que juntos crearon cinco posibles orígenes. Lee proporcionó el nombre, que anteriormente se había usado para criaturas no relacionadas en la antología de ciencia ficción / fantasía de Marvel, Tales of Suspense # 7 (enero de 1960) y # 81 (septiembre de 1966), así como El concepto del hombre perdiendo la sensibilidad.
Además de que "Todo aquel que sienta miedo arde ante el toque del Hombre Cosa"

## Biografía ficticia
El Joven bioquímico Dr. Theodore "Ted" Sallis, oriundo de Omaha, Nebraska, está trabajando en los Everglades como parte del Proyecto: Gladiador de la Dra. Wilma Calvin, que incluye a la Dra. Barbara Morse y su prometido, el Dr. Paul Allen. A continuación, se cita al Dr. Wendell como miembro del personal después de que Dra. Calvin fue herido por un disparo. El grupo está intentando recrear el "Súper Soldado" que creó el Capitán América. En Web de Spider-Man vol. 2, # 6 reveló que Sallis en un punto tuvo tratos y trabajó junto con el Dr. Curt Connors poco después de que el brazo de Connors fuera amputado, conduciendo la investigación que finalmente transformaría a Connors en el Lagarto.
Aunque advirtió que el grupo terrorista tecnológico Advanced Idea Mechanics (AIM) ha estado operando en el área, Sallis rompe la seguridad al traer consigo a su amante, Ellen Brandt (referida aquí como "Miss Brandt", que más tarde sería su esposa). Destruye sus notas sobre la fórmula, la cual ha memorizado. Más tarde, él es emboscado y descubre que Brandt lo ha traicionado. Huyendo con la única muestra de su suero, se inyecta con ella en la esperanza de salvarse. Sin embargo, estrelló su coche en el pantano donde reacciones químicas del suero y, como explicó más tarde el Hombre-Cosa # 1, las fuerzas mágicas lo transforman instantáneamente en una criatura de materia vegetal de movimiento lento con grandes y sólidos ojos rojos. Incapaz de hablar, y con recuerdos oscuros, Él ataca a los emboscadores y Brandt, quemando y cicatrizando parte de su cara con un ácido que ahora secreta en presencia de emociones violentas. El Hombre-Cosa entonces vaga en el pantano.
La mente de Sallis aparentemente estaba extinguida, aunque en raras ocasiones podía volver brevemente a la conciencia dentro de su monstruosa forma, como en el Doctor Strange vol. 2, # 41 (junio de 1980) y Peter Parker: Spider-Man Annual '99, e incluso a su forma humana, como en Adventure into Fear # 13 (abril de 1973), Marvel Two-in-One # 1 (enero de 1974) ), Marvel Comics presenta # 164 (octubre de 1994) y Man-Thing vol. 3, n.º 5 y 7-8 (abril, junio-julio de 1998).
Bajo la dirección del escritor Steve Gerber, Hombre Cosa se encuentra con la hechicera Jennifer Kale, con quien compartió brevemente un vínculo psíquico y quién conocía su verdadera identidad, en un argumento en Miedo # 11-13 - cuyo último aspecto estableció que el pantano tenía propiedades místicas como el Nexo de todas las realidades. A través de un portal interdimensional en Miedo # 19, conoce a Howard el pato, quien se queda varado en esta realidad. Hombre Cosa se convirtió en el guardián del nexo, y se encontró frente a demonios, fantasmas y guerreros que viajaban en el tiempo, mientras continuaba encontrando antagonistas no sobrenaturales como rapaces desarrolladores de tierras, vigilantes fascistas y delincuentes comunes. Formó un vínculo con un joven DJ de radio Richard Rory y la enfermera Ruth Hart. El "Canto de la canción del hombre muerto viviente" del número 12, sobre un escritor institucionalizado llamado Brian Lazarus, generó la secuela 2012 de Gerber publicada póstumamente, "El guión del hombre muerto", en la miniserie de tres temas The Infernal Man-Thing.
En Man-Thing (vol. 2) # 1-11 (noviembre de 1979 - julio de 1981), el escritor Chris Claremont se presentó como un personaje en la edición final, como Gerber lo había hecho en la final de la primera serie. Además, Claremont se convirtió temporalmente en el Hombre-Cosa después de ser apuñalado hasta la muerte. Las muertes de él y de otros personajes se resolvieron más tarde con la intervención del líder de la serie War Is Hell, John Kowalski, ahora un aspecto de la manifestación de la Muerte de Marvel Comics. En Man-Thing (vol. 3) # 1-8 (diciembre de 1997 - julio de 1998), Ellen Brandt Sallis regresa al área de Citrusville y se encuentra con un niño pequeño, Job Burke, que en realidad es el hijo de los Salis, que fue puesto en adopción. Siguiendo esta serie, la historia continuó en Strange Tales (vol. 4) # 1-2, y se proyectó que continuaría en los números no publicados # 3-4. Los resúmenes basados en los guiones no ilustrados de DeMatteis aparecen en las páginas de K'Ad-mon y Ellen Brandt en el Apéndice del Manual del Universo Marvel. 
Durante la historia de Civil War, dos agentes de S.H.I.E.L.D. son enviados a los Everglades para registrar a Hombre Cosa con la Ley de Registro de Superhumanos. Como el Hombre-Cosa aparece como un miembro de la Legión de Monstruos junto a Morbius, el Vampiro Viviente, Hombre Lobo, Hombre Anfibio, y N'Kantu, la Momia Viviente. Más tarde gana la capacidad de hablar de manera comprensible mediante el uso del "Lenguaje Universal". Phil Coulson posteriormente recluta a Hombre Cosa para su encarnación de los Comandos Aulladores. Como parte de la nueva marca All-New Marvel, Hombre Cosa aparece como miembro de los Comandos Aulladores de S.T.A.K.E..
Durante la historia del Miedo, Hombre Cosa continúa con un alboroto destructivo debido al temor y al caos que corren por toda la Tierra. Lucha contra los Cuatro Temerosos, formados por She-Hulk, Howard el Pato, Nighthawk y el Monstruo de Frankenstein, quienes más tarde descubrirán una trama de Psico-Man para armonizar la empatía volátil de Hombre Cosa. Hombre Cosa fue visto con los Comandos Aulladores en el momento en que ayudan al viejo Logan a rescatar a Jubilee de Drácula.

## Poderes y Habilidades
El Hombre Cosa es un excientífico que se transformó en una criatura compuesta de materia vegetal a través de la interacción sinérgica de la energía mística y los mutágenos del pantano. Aunque la bestia ahora carece de un intelecto humano normal y ha perdido cualquier deseo de comunicarse con la sociedad humana, sin embargo, a menudo se convierte en un héroe accidental al tropezar con varios escenarios de crimen y horror.
En las páginas de The Thunderbolts, el Dr. Henry Pym ha expresado la opinión de que el Hombre-Cosa es sensible, aunque es difícil comunicarse con él. Por ejemplo, una vez rescató a un bebé y lo dejó con un médico (lo que requeriría una comprensión de la función de un médico y la capacidad de navegar a una dirección específica). Se le muestra que entiende conceptos tales como cómo tocar el timbre de una puerta, cómo poner un brazo en un cabestrillo, e incluso cómo encender un interruptor de autodestrucción. El cambio en el intelecto del Hombre-Cosa puede explicarse en parte por el hecho de que su cerebro, órganos sensoriales y sistema nervioso central están ahora organizados de una manera completamente diferente a la de un humano; por ejemplo, los receptores auditivos del Hombre-cosa están en su frente. Independientemente del nivel de humanidad que la criatura todavía posea, puede discernir cuándo las motivaciones de una persona son malas, lo que le causa dolor y la motiva a atacar.
El Hombre-Cosa posee una variedad de poderes sobrehumanos, que se describen a continuación, que se derivan de la interacción combinada de la fórmula científica creada por Ted Sallis y las energías místicas del Nexo de Realidades.
Es capaz de sentir las emociones humanas y se enfurece por el miedo y secreta automáticamente un poderoso corrosivo; cualquiera que sienta miedo y se aferre por el Hombre-Cosa es propenso a quemarse (ya sea química o místicamente), de ahí el lema de la serie: "¡Lo que sea que sepa, el miedo arde con el toque del Hombre-Cosa!" Aunque el miedo es comprensiblemente la respuesta de la mayoría de las personas a la criatura, tanto por su apariencia monstruosa como por el peligro físico de su contacto, por lo general, solo los villanos terminan encontrando una muerte inmolada en sus manos. Muchos sobreviven al ser quemados, en particular a Ellen Brandt, Kurt "Nightcrawler" Wagner (a quien ni siquiera cicatriza), y Mongu, cuya mano sujeta permanentemente a su hacha, ya sea por intervención o por disipación. Las fuerzas místicas y psíquicas inusuales reaccionan en lo que pasa como las células "cerebrales" ubicadas en todo su cuerpo. Estas fuerzas únicas hacen al Hombre-Cosa extremadamente sensible a las emociones. Las emociones leves y generalmente consideradas positivas despiertan la curiosidad y el Hombre-Cosa a veces observará desde la distancia. Sin embargo, las emociones que a menudo se consideran negativas, como las violentas, como la ira, el odio y el miedo, causan gran incomodidad al Hombre-Cosa y pueden provocarle un ataque. Una vez provocado en acciones violentas, su cuerpo secreta un ácido altamente concentrado que puede quemar a los seres humanos en cenizas en cuestión de segundos. Incluso las personas que tienen altos niveles de durabilidad sobrehumana han demostrado ser incapaces de soportar este ácido potente. Mientras que el Hombre-Cosa está desprovisto de emociones violentas, produce un mucus jabonoso capaz de neutralizar dicho ácido.
Aunque la fuerza, la velocidad, la inteligencia, la durabilidad y la inmortalidad sobrehumanas del Hombre-Cosa le otorgan al monstruo sus poderes, es su capacidad espiritual la que lo hace inmune a cualquier otra enfermedad, se ha establecido que la criatura posee resistencia física más allá de las limitaciones de Cualquier atleta humano. Inicialmente, el Hombre-Cosa es solo un poco más fuerte que el Capitán América, pero en apariciones posteriores, el Hombre-Cosa posee suficiente fuerza sobrehumana para enfrentarse cara a cara con villanos mucho más fuertes. Él es capaz de levantar un automóvil de 2,000 libras cuando está lo suficientemente movido para hacerlo.
El cuerpo del Hombre-Cosa es prácticamente invulnerable al daño. Debido a que su cuerpo no es completamente sólido, sino que está compuesto por la suciedad y materia vegetal del pantano, puños, balas, cuchillos, explosiones de energía, etc. pasarán completamente a través de él o quedarán inofensivamente alojados dentro de su cuerpo. Incluso si una gran parte del cuerpo del Hombre-Cosa fuera arrancada o incinerada, podría reorganizarse a sí mismo extrayendo el material necesario de la vegetación circundante. El Devil-Slayer una vez lo cortó casi a la mitad, y sobrevivió a ser incinerado por un Celestial, aunque su curación de este último ha sido la más larga y compleja de su vida.
Debido a la construcción de su cuerpo, el Hombre-Cosa puede vaciar su cuerpo a través de aberturas o alrededor de barreras que le parecerían demasiado pequeñas para atravesarlas. Cuanto menor sea la apertura, más tiempo le llevará reorganizar su masa al llegar al otro lado. Esta habilidad puede ser derrotada místicamente.
El Hombre-Cosa dependió una vez del pantano que habita para su supervivencia continua; su cuerpo se debilitaría lentamente y finalmente caería en latencia si no regresaba al pantano o se dañaba mucho si se exponía al agua limpia. Su exposición a la planta de tratamiento de residuos de Citrusville mejoró en gran medida su capacidad para abandonar el pantano, ya que se convirtió en un ecosistema autónomo, alimentándose de sus propios productos de desecho. En general, deja el pantano por su propia cuenta solo si siente una perturbación mística. El Hombre-Cosa también ha demostrado ser susceptible a la posesión por otras entidades. Hombre-Cosa y una serie de contrapartes alternativas han sufrido un par de cambios, como tener la capacidad de controlar y alternar la materia vegetal tanto de su propia persona como del área circundante. Hombre Cosa también tiene habilidades de cambio de trans realidad debido en parte a su naturaleza como una encrucijada extradimensional viva; capaces de abrir portales desde y hacia realidades alternativas, interactúan con contrapartes de diferentes dimensiones e incluso alternan las apariencias físicas de dichos doppelgangers con las de sus principales iteraciones del universo. A través de sus habilidades empáticas, la Cosa del hombre puede volverse más poderosa alimentándose de los temores de los demás, aumentando su tamaño y masa a proporciones titánicas durante Fear Itself.
Aunque el Hombre-Cosa carece de un intelecto humano normal, en su vida como Ted Sallis, poseía un Ph.D. en bioquímica. Sallis está legalmente muerto, pero su identidad es conocida por numerosas personas vivas, entre ellas Wilma Calvin, Ellen Brandt, Stephen Strange, Owen Reece, Ben Grimm, Thog the Nether-Spawn, Jennifer Kale y cualquier persona que puedan se lo han contado o escrito. Su identidad como el Hombre-Cosa no puede ser considerada secreta, pero su existencia generalmente se cree que es un engaño y una oscura. En el universo, el conocimiento de su existencia rara vez está ligado a los experimentos de Sallis, como lo son las especulaciones sobre cualquier identidad humana que pueda haber tenido. A pesar de haber aparecido en Citrusville muchas veces, muchos todavía creen que es un rumor.

## Otros Hombres Cosa conocidos
Había otros Hombres Cosa conocidos en los cómics además de Ted Sallis:
- En las páginas de Savage Wolverine como parte del evento Marvel NOW!, un Hombre-Cosa diferente apareció donde residía en una isla misteriosa en algún lugar de la Tierra Salvaje. Amadeus Cho confirmó que este Hombre Cosa no es Ted Sallis, ya que ha estado enraizada en la isla durante mucho tiempo. Los neandertales en la isla usaron la sangre de este Hombre Cosa para resucitar a Shanna la Diablesa.[40]
- Durante la historia de Secret Wars, un grupo de Hombres Cosa reside en el dominio de Battleworld de Weirdworld, donde se encuentran en el Bosque de los Hombres Cosa. Los Hombres Cosa se encuentran con Arkon y Cráneo el Asesino después de que caen en su área.[41] Los Hombres Cosa están gobernados por la Reina del Pantano de los Hombres Cosa (la versión Tierra-11234 de Jennifer Kale ) que está detrás de la rebelión contra la Bruja Reina Morgan le Fay.[42]
- En Secret Secret Wars de Deadpool reveló la existencia de She-Man-Thing, un personaje que luchó en el equipo del Gran Maestro en una ronda extra del Concurso de Campeones.[43]
- La Compañía de Energía Roxxon había creado un engendro de Hombre Cosa, ya que Dario Agger ha mejorado sus habilidades con el ADN de Groot. Cuando Clayton está en el Bosque Nacional de Redwood, Darío le ordena al Dr. Baines que desate el desove. La Cosa del Hombre de Roxxon ataca a Clayton que se transforma en Arma H. Finalmente, el Arma H activa la capacidad de inmolación del Hombre Cosa lo suficiente como para iniciar un incendio forestal. Cuando estaba en presencia de Sonia Sung y la doctora Ella Stirling, el Arma H usó su aplauso para derrotar a Hombre Cosa de Roxxon lo suficiente como para apagar el incendio forestal. Este mismo Hombre Cosa se mantuvo en una jaula con el Blake humano infectado con Cría en una instalación de Roxxon, ya que fueron liberados por el Arma H.[44] Cuando se reveló que Roxxon había abierto un portal a Weirdworld, el Hombre-Cosa se despidió mientras Blake afirma que encontrará un estanque donde instalarse. Cuando los Skrullduggers emergen del portal y comienzan a atacar a los humanos cercanos, el Hombre Cosa y Blake asisten al Arma H en la lucha contra ellos hasta que se descubre que los Skrullduggers son cambiaformas.[45] Después de que Hombre-Cosa se asegura a los Skrullduggers derrotados, más tarde lo envían con Blake para evitar que más Skrullduggers salgan del portal. Cuando el Arma H y Dario los revisaron más tarde, se descubrió que tenían alguna ayuda para derrotar a los Skrullduggers de Korg.[46] Cuando el Hombre-Cosa accedió a ayudar en la lucha contra los skrullduggers, Blake le preguntó si tenía una forma humana, a lo que el Hombre-Cosa no responde. Mientras el Arma H dirige la misión a Weirdworld, son atacados por una tribu de humanoides de piel azul llamados Inaku, quienes los culpan por romper la Tierra y permitir que los Skrullduggers se lleven a su reina.[47] Después de que el Arma H se liberara y Titania golpeara al Protector Hara en la cúpula protectora lo suficiente como para dañarlo, el Hombre-Cosa ayuda a fortificarlo, ya que Korg y Titania están asignados para ayudar al Hombre-Cosa a proteger el pueblo Inaku.[48] Cuando los Skrullduggers atacan, el Hombre-Cosa, Korg y Titania ayudan al Inaku a defender su pueblo fortificado de los Skrullduggers hasta que de repente van en una dirección.[49] Hombre Cosa Korg y Titania encuentran Arma H con los Skrullduggers bajo el control de Morgan le Fay cuando atacan la aldea de Inaku cuando reconocen a Morgan le Fay de la Tierra-15238 como su reina. Cuando Morgan le Fay le ordena al Protector Hara que ayude a Arma H y los Skrullduggers a atacar a los que fueron enviados por Roxxon, el Hombre-Cosa se dirige a la defensa para proteger a sus aliados.[50] Mientras Minotauro lucha contra Morgan le Fay, Hombre-Cosa está entre los evacuados a través del portal. Después de que Dario les paga los términos de su contrato, Titania lleva a Blake, Korg y Hombre-Cosa a una hamburguesa en la calle.[51]

## Otras versiones

### Las aventuras de los X-Men
En Las aventuras de los X-Men, que se basa en las series animadas de X-Men, Tormenta y Jean Grey son teletransportadas inadvertidamente al pantano de Hombre Cosa desde Mojoverse . Las tres batallas D'Spayre, que aparece como un predicador falso que intenta llevar a la gente a una torre suicida que está extrayendo energía del Nexus of All Realities. D'Spayre, trabajando para el Habitante en la Oscuridad, es quemado por Hombre Cosa cuando teme el fracaso. Después de su derrota de D'Spayre, Jean establece un vínculo psíquico con el Hombre Cosa (que ella había hecho antes para conocer su origen) y recibe información que cree que es lo más importante del mundo. Jean se ve obligado a convertirse en el Fénix una vez más, utilizando la información obtenida de la Cosa del Hombre, destruye el Cristal M'Kraan y, al hacerlo, acaba con el universo. Sin embargo, un sobreviviente es enviado al universo por venir, Galactus, lo que implica que la continuidad de la animación se lleva a cabo eones antes de la continuidad de Marvel.

### Mutante X
La serie de cómics Mutant X representa un Universo Marvel en el que las contrapartes de los personajes son muy diferentes. En el Mutant X Annual '99 (1999), el Doctor Strange, el Hechicero Supremo de la Tierra, se revela como el Hombre-Cosa. Regresa en Mutant X Annual '01 (2001), y Mutant X # 32 (junio de 2001).

### Tierra-691
Amazing Adventures (vol. 2) # 38 cuenta la historia de lo que sucedió cuando Killraven tropezó con el Museo de Desarrollo Cultural de Miami y quedó atrapado en los sueños proyectados de un astronauta del "Lanzamiento de Marte en 1999". Durante la alucinación, Killraven encontró versiones distorsionadas de numerosos personajes de Marvel. Más bien ambiguamente, el astronauta despertado más tarde describió las figuras como "todos los héroes de mi juventud", pero a menudo también se refería a ellos como "mitos". El único personaje de Marvel que es definitivamente "real" en la pesadilla proyectada es el Hombre-Cosa, que aparece como parte de un recuerdo real de un encuentro que el astronauta tuvo con la criatura en los Everglades de Florida.

### Marvel Super Hero Squad
El Hombre Cosa aparece en el número 10 de Marvel Super Hero Squad.

### Deadpool mata al Universo Marvel
El Hombre-Cosa aparece en el último número y parece estar de pie sobre toda la creación. En última instancia, acepta el plan de Deadpool y mata al Taskmaster.

### Ultimate Marvel
Ultimate Man-Thing, en el universo alterno de la marca Ultimate Marvel, es similar a su contraparte tradicional en la continuidad de la corriente principal. En su primera aparición, se asoció con Spider-Man en Ultimate Marvel Team Up # 10, salvando inconscientemente al superhéroe del Lagarto. Además, en Ultimate Fantastic Four # 7, durante un flashback que transformó a Reed Richards y sus colegas en Los 4 Fantásticos, Man-Thing se muestra por un momento.

## En otros medios

### Televisión
- Hombre Cosa apareció en el episodio de The Super Hero Squad Show ,"Este Hombre Cosa, este monstruo", con la voz de Dave Boat.[60]Esta versión es de una realidad alternativa poblada principalmente por monstruos y es un miembro fundador del Escuadrón de Héroes Sobrenaturales. El se une a Iron Man y al Hombre Lobo para rescatar a la novia del Hombre Lobo, Ellen de Drácula. Después de que Drácula sea rechazado por los poderes del Hombre-Cosa, el Hombre-Cosa se une al Hombre Lobo y a su novia Ellen en la formación de un equipo para defender a la ciudad de futuros ataques de monstruos.
- Hombre Cosa aparece en la segunda temporada de Ultimate Spider-Man, episodios  "Blade" y "Los Comandos Aulladores".[61] Aparece como miembro de los Comandos Aulladores de Nick Fury. Al Hombre-Cosa se conoce como El Grandulón por su equipo, a la sorpresa de Spider-Man de que podría haber algo más grande que el Monstruo de Frankenstein. Tras el seguimiento de Drácula a su castillo en Transilvania, encuentran el lugar estaba repleto de vampiros. Si bien la situación parece completamente en contra de ellos, un jet de S.H.I.E.L.D. vuela sobre el castillo, arrojando lo que parece ser una masa de líquido verde en toda la superficie del castillo. Como lo que toca cada espíritu malo, parece desintegrarse cuando el líquido se acumula en la base de la estructura, formando al Hombre Cosa delante de los ojos de Spider-Man. Incluyendo cuando accede a las alcantarillas de Nueva York, en hacerse grande en enfrentar a N'Kantu.
- Hombre Cosa aparece en la segunda temporada de Hulk and the Agents of S.M.A.S.H. (2015), en el episodio 9 (halloween), "Comandos Hulkeadores", cuando el y su equipo se enfrentan a los Hulks para aprehenderlos, pero tuvieron que unir sus fuerzas al enfrentar a Dormmamu que convierte a la humanidad en Seres sin Mente, pero él es único en salvarse junto a N´Kantu y el Monstruo de Frankenstein, y también junto a Hulk y A-Bomb. Lo cual no le hace efecto.
- Hombre Cosa aparece en la segunda temporada de Guardians of the Galaxy, episodio corto "Rocket!, Groot! Hombre-Cosa!", cuando Hombre Cosa invade el Milano, la nave estrellada de los Guardianes, y combate contra Rocket y Groot. Hombre Cosa ataca la nave otra vez en el episodio "Guardianes Reunidos" donde se revela que el Hombre-Cosa ataca, porque la nave tenía una fuga de aceite en el pantano.
- El Hombre Cosa aparece en el especial Werewolf by Night (2022) de Marvel Cinematic Universe,[62] capturado en movimiento por Carey Jones y vocalizaciones adicionales de Jeffrey Ford.[63][64] Esta versión todavía se identifica como Ted y es un amigo de Jack Russell, quien acude en su ayuda después de que Ted es capturado por la finca Bloodstone.

### Cine
- En 2005, Lionsgate Films produjo la película Man-Thing, dirigida por Brett Leonard y escrita por Hans Rodionoff,[65] Mark Stevens interpretó al personaje del título. La película se estrenó en los EE. UU. En el canal Sci Fi, bajo el sello Sci Fi Pictures, el 30 de abril de 2005.[66] Una versión sin cortes apareció en el DVD el 14 de junio de 2005. Tres personajes llevan el nombre de algunos de los creadores de los cómics originales: Robert Mammone como "Mike Ploog", William Zappa como "Steve Gerber", y el director Leonard como "Val Mayerik" (mal escrito" Mayerick "en los créditos). Esta versión, él era un chamán y jefe seminola antes de ser asesinado y renacer como Hombre Cosa.
- Antes del estreno de la película, Marvel lanzó una precuela de cómic de tres números, también escrita por Hans Rodionoff, y con arte de Kyle Hotz.[67] La serie limitada detalla la investigación de un ajustador de reclamaciones de seguros sobre los ataques perpetrados contra Schist Petroleum por Man-Thing.[68]
- El Hombre Cosa aparece en la película animada de 2016 Hulk: Where Monsters Dwell con sus efectos vocales proporcionados por Jon Olson.[60]Esta versión es miembro de los Comandos Aulladores.
- Hombre Cosa aparece en la película Thor: Ragnarok de 2017, dónde se muestra una cabeza de este en la torre de gladiadores del Gran Maestro, junto con Hulk, Beta Ray Bill y otros personajes de los cómics.

### Videojuegos
- Man-Thing hace un cameo en el final de Jill Valentine en Marvel vs. Capcom 3: Fate of Two Worlds y Ultimate Marvel vs. Capcom 3.
- Man-Thing aparece como un personaje jugable desbloqueable en Marvel Avengers Academy.[69]
- Man-Thing aparece como jefe y personaje jugable desbloqueable en Lego Marvel Super Heroes 2.[70][71]
- Man-Thing aparece como un personaje jugable desbloqueable en Marvel Contest of Champions.[72]

### Música
- "Song For Ted Sallis": escrita e interpretada por The Mountain Goats, cuenta la historia de Ted Sallis transformándose en el Hombre-Cosa. Aparece como la primera canción del Hex of Infinite Binding EP, lanzado el 6 de septiembre de 2018.[73]